# Ибрагимов, Эльдар Саидович
Эльда́р Саи́дович Ибраги́мов  (укр. Ельдар Саїдович Ібрагімов; род. 22 июня 1976, Самарканд) — украинский футболист, полузащитник. Тренер клуба «Гурзуф».

## Биография
Начал играть в футбол в раннем детстве. В 8 лет мать отвела его в СДЮШОР из родного города Самарканда. Одновременно с футболом Эльдар хорошо учился в школе, он окончил школу с золотой медалью. Затем он поступил в медицинский институт (окончил с профессией стоматолог) и прекратил заниматься футболом. В 18 лет вместе с семьёй переехал в Крым. Когда заканчивал институт оказался в Николаеве, где начал снова заниматься футболом.
В 1997 году попал в клуб «Николаев», где тренером был Анатолий Заяев. После Ибрагимов выступал за клубы: «Металлург» (Никополь), «Прикарпатье» (Ивано-Франковск), «Энергетик» (Бурштын) и «Буковину». Летом 2000 года перешёл в житомирское «Полесье», в команде провёл около 3-х лет и сыграл 96 матчей и забил 28 матчей во Второй и Первой лиге Украины.
Зимой 2004 года перешёл в харьковский «Металлист». Вместе с командой в сезоне 2003/04 занял 2-е место в Первой лиге и вышел в Высшую лигу. В Высшей лиге дебютировал 20 июля 2004 года в домашнем матче против донецкого «Металлурга» (1:4), Ибрагимов вышел на 72 минуте вместо Андерсона Рибейро. Летом 2005 года перешёл в ФК «Харьков», в команде провёл 2 года и сыграл 30 матчей в Высшей лиге. В 2006 году входил в список кандидатов в сборную крымских татар.
Летом 2007 года перешёл в симферопольский «ИгроСервис», в команде стал основным игроком. Летом 2009 года клуб прекратил своё существование и всем игрокам команды был предоставлен статус свободных агентов. В феврале 2010 года выступал в составе «Фороса» на Кубке Крымтеплицы. Весной 2010 года выступал за команду «Гурзуф» в городском чемпионате Ялты. После выступал за «Таврию» из Новотроицкого в областном чемпионате и николаевское «Торпедо» в любительском чемпионате Украины. С зимы 2011 года снова выступает за «Гурзуф».
После аннексии Крыма Россией принял российское гражданство. С 2020 года работает в Академии футбола Крыма тренером команды 2006 года рождения

## Достижения
- Победитель Первой лиги Украины: 1997/98
- Серебряный призёр Первой лиги Украины: 2003/04
- Победитель Второй лиги Украины: 1999/00

## Личная жизнь
Ибрагимов по национальности крымский татарин. В начале 1990-х вместе с родителями переехал из Узбекистана в Крым.